# Corb marí de Geòrgia del Sud
El corb marí de Geòrgia del Sud (Phalacrocorax georgianus) és un ocell marí de la família dels falacrocoràcids (Phalacrocoracidae) sovint considerat una subespècie de Phalacrocorax atriceps. També ha estat inclòs al gènere Leucocarbo com Leucocarbo georgianus.

## Distribució
Habita les illes Geòrgia del Sud, Sandwich del Sud i Òrcades del Sud.